# لينا قيشاوي
لينا صفوان خليل قيشاوي إعلامية فلسطينية تعمل في قناة الجزيرة، ومقدمة برنامج الجزيرة في هذا الصباح.

## حياتها
ولدت لينا قيشاوي في 31 أغسطس/آب عام 1992م في مدينة ألماتي في قازاخستان. عملت كمقدمة لبرنامج الله يصبحكم بالخير في قناة الفلسطينية.

## عائلتها ودراستها
ولدت لينا لأب فلسطيني الأصل من بلدة كفل حارس في محافظة سلفيت، وأم ذات أصول روسية، ودرست في مدرسة الرجاء الإنجيلية اللوثرية وحصلت في الثانوية العامة على مجموع (80.7) بالفرع العلمي، مما أهّلها لدخول جامعة بيرزيت وتخرجت منها عام 2015م بتخصص التغذية والحمية.

## مسيرتها الفنية وشهرتها
تعتبر لينا من الإعلاميّات الفلسطينيّات، حيث عملت لدى قناة الفلسطينية التي يمتلكها ماهر شلبي الإعلامي الفلسطيني الذي يستقطب الوجوه الشابة أمثال لينا ويدفع بها ويقدمها من خلال القناة، ولينا كانت إحدى هذه الوجوه، وحالياً لينا تعمل لدى قناة الجزيرة ومقرّها قطر.